# Serjilla
Serjilla (en árabe: سيرجيلة‎) es una de los yacimientos mejor conservados de las llamadas "Aldeas antiguas del norte de Siria". Está localizada cerca de Jebel Riha, aproximadamente a 65  km al norte de Hama y 80km dirección suroeste de Alepo. Está muy cerca de las ruinas de la ciudad muerta de Al-Bara.